# Сульфоарсенид кобальта
Сульфоарсенид кобальта — неорганическое соединение
кобальта, мышьяка и серы с формулой CoAsS,
серо-красные кристаллы.

## Получение
- В природе встречается минерал кобальтин — CoAsS с примесями железа и никеля.

## Физические свойства
Сульфоарсенид кобальта образует серо-красные кристаллы
кубической сингонии,
пространственная группа P a3,
параметры ячейки a = 0,561 нм, Z = 4.
В некоторых источниках  утверждается, что кристаллы псевдокубические и принадлежат к
ромбической сингонии,
пространственная группа P ca21,
параметры ячейки a = 0,55833 нм, b = 0,55892 нм, c = 0,55812 нм, Z = 4.